# Viktor Samsonov
Pour les articles homonymes, voir Samsonov.
Viktor Nikolaïevitch Samsonov (en russe : Виктор Николаевич Самсонов), né le 10 novembre 1941 dans le district de Dukhovnitsky et mort le 17 novembre 2024, est un général d'armée, soviétique puis russe. 
Il est chef par intérim de l'état-major général des forces armées de la fédération de Russie en 1996, avant d'être remplacé par Anatoli Kvachnine. Auparavant, en 1993, il est chef d'état-major au quartier général de la coopération militaire de la Communauté des États indépendants.

## Carrière
Viktor Samsonov rejoint l'armée en 1960. Après avoir obtenu son diplôme universitaire, il est envoyé dans une unité d'infanterie navale et commande un peloton, puis une compagnie. Il est diplômé de l'École supérieure de commandement interarmes d'Extrême-Orient en 1964, puis de l'académie militaire Frounze en 1972 (il est camarade de classe du futur commandant Boris Gromov). Depuis 1972, il est chef d'état-major d'un régiment de fusiliers motorisés et chef d'état-major d'une division blindée dans le district militaire de Transbaïkalie. Après quelques années, il est chef d'état-major d'une armée combinée.
Diplômé de l'académie militaire de l'état-major général en 1981, il est commandant de la 4e armée. De 1987 à 1990, Samsonov est chef d'état-major du district militaire transcaucasien, et, en même temps de 1988 à 1990, le commandant militaire à Erevan. Il prend part aux efforts de pacification du conflit arméno-azerbaïdjanais. En 1990, il est nommé commandant du district militaire de Léningrad.
Il est membre du Parti communiste de 1960 jusqu'à la fin de ses opérations en août 1991.
Lors du coup d'État d'août 1991, il est nommé commandant militaire du Comité d'urgence de l'État de Léningrad, déclare la subordination des ordres du Comité d'urgence de l'État et ordonne l'état d'urgence à Léningrad et dans les environs.